# Zorocrates badius
Zorocrates badius es una especie de araña del género Zorocrates, familia Zoropsidae. Fue descrita científicamente por Simon en 1895.
Habita en México.